# Statki hydrograficzne typu Pathfinder
Statki hydrograficzne typu Pathfinder – amerykańskie jednostki hydrograficzne wykonujące zadania naukowe z dziedziny hydrografii i zjawisk związanych z magnetyzmem Ziemi, głównie na rzecz marynarki wojennej Stanów Zjednoczonych.